# والتر كامب
والتر كامب (بالإنجليزية: Walter Camp)‏ (و. 1859 – 1925 م) هو لاعب كرة قدم أمريكية كندي، يعرف بـ "أبو كرة القدم الأمريكية"، ولد في نيو بريتن، مركز لعبه هو راكض للخلف ‏، توفي في نيويورك، عن عمر يناهز 66 عاماً، بسبب نوبة قلبية.

## التعليم
تعلم في Hopkins School ‏.

## روابط خارجية
- والتر كامب على موقع الموسوعة البريطانية (الإنجليزية)
- والتر كامب على موقع إن إن دي بي (الإنجليزية)